# 伊吹町
伊吹町（いぶきちょう）は、滋賀県にあった町。伊吹山の麓に位置する。坂田郡に属す。
日本蕎麦発祥の地といわれている。ウインターシーズンでは伊吹山スキー場・奥伊吹スキー場などで観光客が多くなる。
2005年2月14日に同郡米原町、山東町と合併して米原市（まいばらし）となり消滅した。

## 歴史
- 1889年（明治22年）4月1日 - 町村制の施行により、坂田郡弥高村・上野村・伊吹村・大平寺村・小泉村・大久保村の区域をもって伊吹村が発足。
- 1956年（昭和31年）9月1日 - 伊吹村が坂田郡春照村・東浅井郡東草野村と合併し、改めて坂田郡伊吹村が発足。
- 1971年（昭和46年）2月1日 - 伊吹村が町制施行して伊吹町となる。
- 2005年（平成17年）2月14日 - 米原町・山東町と合併して米原市が発足。同日伊吹町廃止。

## 教育
小学校
- 伊吹町立東草野小学校
- 伊吹町立伊吹小学校
- 伊吹町立春照小学校

中学校
- 伊吹町立東草野中学校
- 伊吹町立伊吹山中学校

## 交通

### 鉄道
- 東海旅客鉄道（JR東海）の東海道本線が通過するが町内に駅はない（最寄りの駅は旧山東町の近江長岡駅）。
- 1883年から1889年まで春照駅が、1891年から1899年まで深谷駅が、後の伊吹町域(前者は前照村、後者は伊吹村)内に存在していた。

### 道路
- 国道365号

## 名所・旧跡・観光
- 泉神社湧水（名水百選）
- 日本武尊像
- 惣持寺
- 伊夫岐神社
- 伊吹山スキー場
- 奥伊吹スキー場（現・グランスノー奥伊吹）
- 杉沢遺跡

## 出身有名人
- 上原美佐 - 元女優
- 尾木直樹 - 教育評論家
- 田代俊孝（仏教学者 - 生命倫理学者、旧姓法雲）